# Sven Epiney

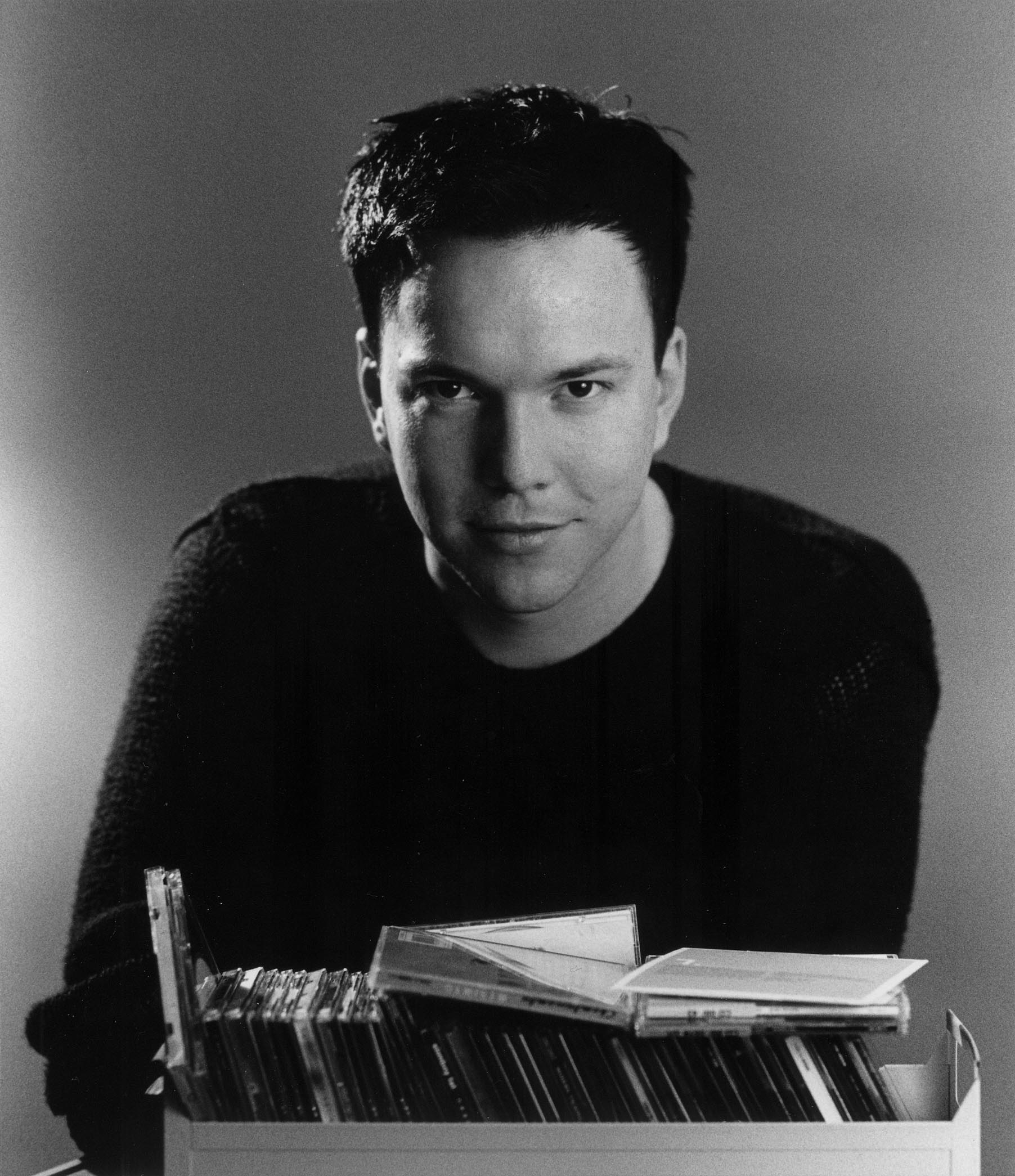
Sven Epiney (2000)

Sven Epiney (* 14. Januar 1972 in Naters) ist ein Schweizer Fernseh- und Radiomoderator, Redaktor und Musiker.

## Leben
Sven Epiney lebte die ersten zwei Jahre in seinem Geburtsort Naters, zog dann mit seiner Mutter nach Sion und besuchte dort einen französischsprachigen Kindergarten. 1978 zogen sie nach Bern, wo er die Schule besuchte. Epiney machte zunächst eine Ausbildung am Lehrerseminar Lerbermatt in Köniz zum Primarlehrer und studierte anschliessend sechs Semester Jura an der Universität Bern. Er trennte sich 2011 nach einer zehnjährigen Beziehung von seinem damaligen Freund. Mit seinem Lebensgefährten Michael Graber lebt er seit 2011 in Zürich zusammen.

## Medienkarriere
Seine Medienlaufbahn begann er schon im Alter von 12 Jahren (1984). Damals moderierte er die Kindersendung Lollipop beim Berner Radio Förderband. 1988 schliesslich moderierte er beim selben Radio das Tagesprogramm.
1993 wurde er vom Schweizer Fernsehen zu einem erfolgreichen Casting für das «TAF» Tagesfernsehen eingeladen und stiess so zum jungen Moderatorenteam. Für diese Sendung konzipierte er die Rubrik «TAF»-Star. Er blieb Moderator dieser Sendung bis 1996. 1996 bis 2003 konzipierte und moderierte er die Sendungen Messe live aus den Messen OLMA, Züspa, Muba und BEA.
1996 moderierte er die Comedy-Sendung Feinheiten und vom 1. September 1997 bis zum 31. Dezember 1999 die Jugendquizsendung Blockbuster, eine Kopie von Supergrips (1988–1995) des Bayerischen Rundfunks. Daneben moderierte er 1998 bis 1999 die französischsprachige Livesendung 100%2000 auf TSR, von 1998 bis 2000 die Radio 105 Morgenshow und von 1999 bis 2000 Konkret Live und Konkret Magazin auf RTL/ProSieben Schweiz.
Von 2000 bis 2012 war er Moderator der Morgen-Show auf Radio DRS 1, und von 2000 bis 2001 moderierte er die Schweizer Hitparade auf Radio DRS 3. Im Schweizer Fernsehen übernahm er die Moderation der Sondersendung 200 Jahre Dynastie Knie. Von 2001 und 2004 war er Aussenmoderator für die Quizsendung Eiger, Mönch und Kunz auf SF 1 und moderierte auf dem gleichen Sender die Reisesendung Fensterplatz (2003–2005) und die Samstagabendsendung VIParade (2004–2005). 2006 war er Teilnehmer in der von Thomas Gottschalk moderierten Sendung Der grosse Drei-Länder-Check. In den Jahren 2006 bis 2008 moderierte er die Musiksendung Die grössten Schweizer Hits auf SF 1 und 2007 die Miss-Schweiz-Wahlen.
2004 bis 2010 moderierte er im Schweizer Fernsehen SF die Quiz-Koch-Show al dente und von 2005 bis 2012 die tägliche Gameshow 5 gegen 5, die auf dem Konzept von Familienduell basiert.
Seit 19. Dezember 2012 moderiert er regelmässig die Radio-SRF-1-Morgensendung mit dem Quiz «Morgenstund hat Gold im Mund». Zwischen fünf und zehn Uhr ergänzt er das Morgenteam um Elena Bernasconi, Michael Brunner und Stefan Siegenthaler.
2013 war er Moderator der ersten Staffel von The Voice of Switzerland. Zusammen mit Viola Tami moderierte er auch die zweite Staffel im Frühjahr 2014.
Seit 2011 moderiert er Die Grosse Entscheidungsshow, die alljährlich den Schweizer Vertreter beim Eurovision Song Contest bestimmt.
2015 sass er als viertes Mitglied in der Jury der 3. Staffel von Die grössten Schweizer Talente.
2015 war er neben Denise Biellmann als Kandidat in der Quiz-Sendung Spiel für dein Land und landete auf Platz 2.
2016 bis 2018 moderierte er die Quiz-Sendung Wir mal vier auf SRF.
2019 war er in der SRF-Tanzshow Darf ich bitten? mit Tanzcoach Mary Jane Parlett zu sehen.
Seit 2019 moderiert er auf SRF die Sendung Wer wohnt wo? Fünf Mitspielende versuchen dabei jeweils zu erraten, welches Zuhause zu welcher Person passt. Das Publikum darf mitraten.

## Musikalische Karriere
Sven Epiney nahm von 1977 bis 1981 privat, von 1982 bis 1987 am Konservatorium in Bern und von 1988 bis 1992 am Lehrerseminar Klavierunterricht. 1996 gründete er die Band Pure Pleasure zusammen mit Radio-24-Moderator Reto Peritz. Die erste Single Angel in Disguise von 1996 erreichte als Höchstposition den 44. Platz in den Schweizer Charts am 12. Januar 1997. Diese Band war 1996 Vorgruppe bei Backstreet-Boys-, The-Kelly-Family-, Boyzone-, Peter-André- und DJ-Bobo-Konzerten in der Schweiz.
1997 folgte die zweite Single All Through the Night und 1999 die dritte Single Time of Your Life. Diese Singles erreichten keine Positionen mehr in den Schweizer Charts.

## Auszeichnungen/Preise
Im Jahr 2004 gewann er den Prix Walo (Schweizer Showbiz-Preis) in der Sparte «Publikumsliebling» und 2007 zusammen mit der Redaktion in der Sparte «Beste TV Produktion», im Jahr 2006 den TELE-Preis als bester Fernsehmoderator und im 2007 bekam er den «glanz & gloria Award» als Publikumsliebling.